# Райнгард Еггер
Райнгард Еггер (нім. Reinhard Egger; нар. 11 грудня 1905, Клагенфурт — пом. 10 червня 1987, Зеебоден) — австрійський та німецький офіцер, оберстлейтенант повітряно-десантних військ Вермахту. За часів Другої світової війни командував парашутним полком Люфтваффе. Кавалер Лицарського хреста з дубовим листям (1944).
До аншлюсу проходив службу в регулярних частинах австрійської армії, після приєднання до нацистської Німеччини Першої Австрійської Республіки перейшов до лав сухопутних військ вермахту. З початком Другої світової війни командував взводом, ротою та парашутним батальйоном десантних військ Люфтваффе. Брав участь у Польській та Французькій кампаніях, у десантній операції на Криті, на Східному фронті під Ленінградом. З літа 1943 року бився на Італійському театрі війни, де у липні 1944 року під час боїв в Апеннінах потрапив до союзників у полон.

## Біографія
Райнгард Еггер 18 квітня 1929 року поступив на службу до австрійського 11-го альпійського полку, де проходив службу до аншлюсу. 14 березня 1938 року він був прийнятий фельдфебелем до лав Сухопутних військ Третього Рейху. 1 січня 1939 року він отримав звання лейтенант і продовжив службу в 91-му піхотному полку. Брав участь у Польській та Французькій кампаніях. 18 червня 1940 року перевівся до повітряно-десантних військ Люфтваффе, де очолив 10-у роту 1-го парашутного полку, якою командував у боях.
У травні 1941 року брав участь у десантуванні та боях на грецькому Криті, бився за Іракліон. 9 липня 1941 року нагороджений Лицарським хрестом Залізного хреста. 1 жовтня 1941 року Р.Еггер підвищений у гауптмани. Узяв участь у боях на Східному фронті під Ленінградом. 1 квітня 1942 року отримав звання майор.
З жовтня 1942 до березня 1943 року командував 1-м парашутним батальйоном 4-го парашутного полку. В липні 1943 частина перекинута до Італії, де билась проти союзних військ, що висадилися на Сицилії, а у вересні в материковій Італії. Р.Еггер бився на різних оборонних рубежах, бої за Монте-Кассіно. 1 травня 1944 року підвищений в оберст-лейтенанти.
24 червня за вміле командування 4-го парашутного полку в боях в Італії удостоєний Лицарського хреста Залізного хреста з Дубовим листям.
31 липня 1944 року під час боїв в Апеннінах був захоплений у полон союзниками, де перебував до кінця війни.

## Нагороди
- Медаль «За вислугу років у Вермахті» 4-го класу (4 роки)
- Знак парашутиста Німеччини
- Залізний хрест
  - 2-го класу (1 жовтня 1939)
  - 1-го класу (19 грудня 1939)
- Лицарський хрест Залізного хреста з дубовим листям
  - лицарський хрест (9 липня 1941)
  - дубове листя (№ 510; 24 червня 1944)
- Медаль «За зимову кампанію на Сході 1941/42»
- Нарукавна стрічка «Крит»
- Нагрудний знак «За поранення» в чорному
- Німецький хрест в золоті (24 лютого 1944)